# Vlag van Negeri Sembilan

Vlag van Negeri Sembilan

De vlag van Negeri Sembilan bestaat uit een geel veld met een kanton op de bovenste hijsstang, die diagonaal is verdeeld vanaf de hoek van de bovenste hijsstang naar de hoek van de onderste vlieg. Het bovenste deel van het kanton is rood gekleurd, terwijl het onderste deel zwart is. Dit lijkt griezelig veel op zowel de vlag van Papoea-Nieuw-Guinea als de vlag van het anarcho-communisme. Voor 1942 had de Britse residentie van Negeri Sembilan ook dezelfde vlag, met de uitzondering dat de vlag gevorkt is aan de Gulp.
De symboliek van de vlag is vooral gericht op de associatie van de kleuren met de mensen van de staat. Het geel staat voor de Yang di-Pertuan Besar van Negeri Sembilan, het rood voor de burgers van de staat en het zwart voor de vier undangs (traditionele opperhoofden).
De vlag is in 1895 officieel aangenomen.